# Acanthemblemaria hancocki
Acanthemblemaria hancocki es una especie de pez del género Acanthemblemaria, familia Chaenopsidae. Fue descrita científicamente por Myers & Reid en 1936.
Se distribuye por el Pacífico Centro Oriental: Costa Rica y Panamá. La longitud total (TL) es de 4,5 centímetros. Habita en arrecifes rocosos y su dieta se compone de zooplancton. Puede alcanzar los 5 metros de profundidad.
Está clasificada como una especie marina inofensiva para el ser humano.